# NGC 6675
NGC 6675 (другие обозначения — UGC 11305, MCG 7-38-13, ZWG 228.19, IRAS18357+4000, PGC 62149) — галактика в созвездии Лира.
Этот объект входит в число перечисленных в оригинальной редакции «Нового общего каталога».